# 21358 Mijerbarany
21358 Mijerbarany (1997 GT15) là một tiểu hành tinh vành đai chính được phát hiện ngày 3 tháng 4 năm 1997 bởi Nhóm nghiên cứu tiểu hành tinh gần Trái Đất phòng thí nghiệm Lincoln ở Socorro.